# Velarifictorus brevifrons
Velarifictorus brevifrons är en insektsart som beskrevs av Andrej Vasiljevitj Gorochov 2001. Velarifictorus brevifrons ingår i släktet Velarifictorus och familjen syrsor. Inga underarter finns listade i Catalogue of Life.